# Nizowje
Nizowje (ros. Hизoвьe (Nizov'e); niem. Waldau) – osiedle typu wiejskiego w obwodzie królewieckim Federacji Rosyjskiej, w rejonie gurjewskim.

## Położenie i nazwa
Wieś położona 15 km na wschód od centrum Królewca, przy drodze krajowej A-229.
Gród staropruski, od XIII w. po podboju krzyżackim nazwa niem. Waldau (w 1258 Waldowe). lit. Valdava. Obecna nazwa wprowadzona 1946.

## Historia

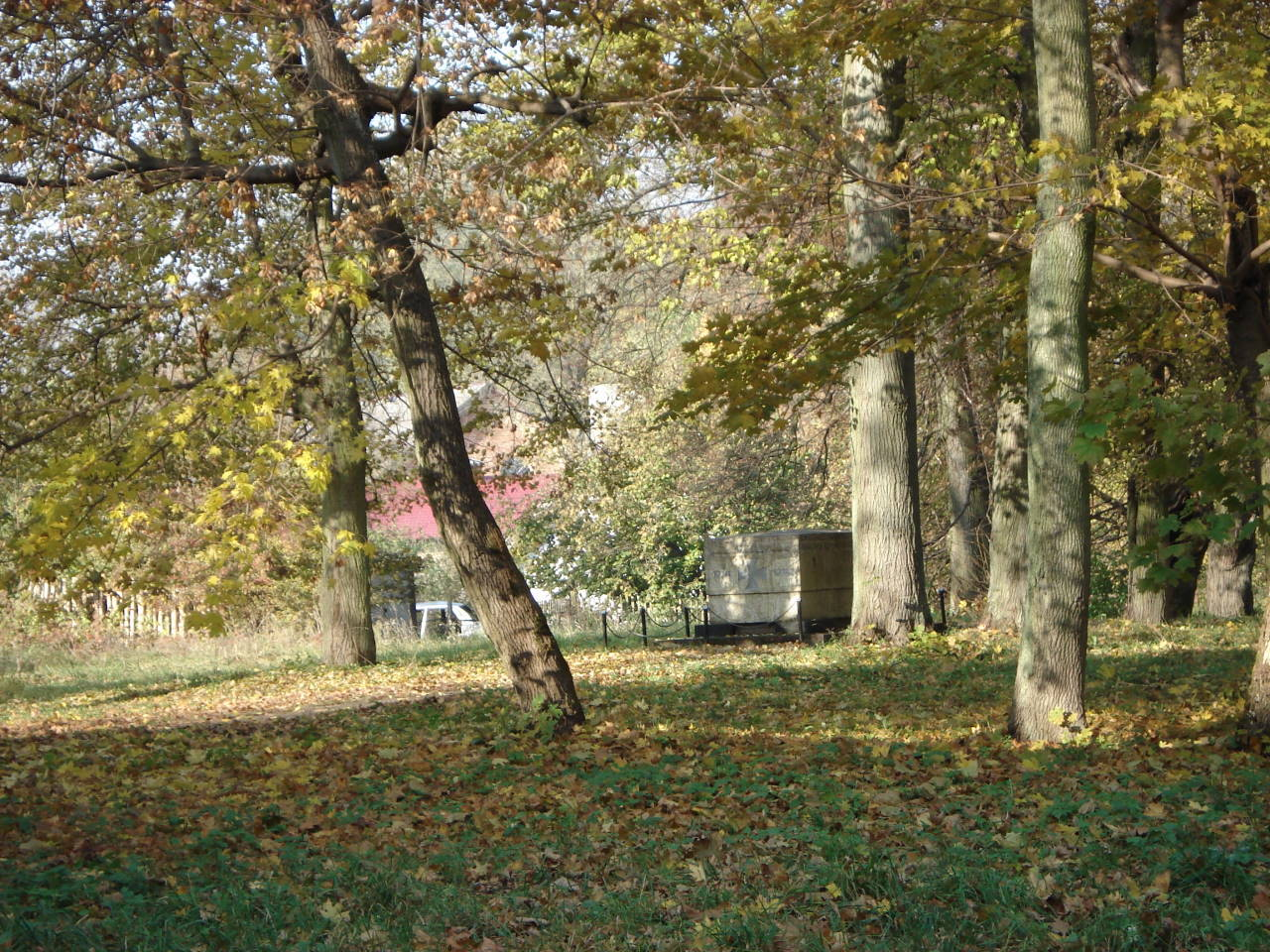
Zamek Waldau, pomnik poległych podczas I wojny światowej

Po stłumieniu powstania pruskich Sambów (1260-1264), w 1264 r. teren otrzymali w nagrodę za wierność zakonowi pruscy rycerze Johann Brulant i Conrad Dyabel, którzy wznieśli zamek. W I poł. XIV w. pełnił rolę komornictwa komturstwa królewieckiego. Okresowo przebywali tu wielcy marszałkowie i wielcy mistrzowie krzyżaccy. Po sekularyzacji Prus w 1525 r., folwark urzędu dominialnego Neuhausen, zarządzany przez książęcego burgrabiego (burgrafa). W latach 1630 – około 1650 dzierżawiony przez Ernesta Magnusa Denhoffa. Tu urodził się Friedrich von Dönhoff. W 1691 r. gościł rosyjski car Piotr I wraz ze swoim wielkim poselstwem. W 1858 r. w zamku otwarto akademię rolniczą, w latach 1870-1945 siedziba seminarium nauczycielskiego. Po II wojnie światowej szkoła rolnicza. Przed 1945 w Waldau znajdował się ponadto dom starców i kaplica baptystów.

## Zabytki

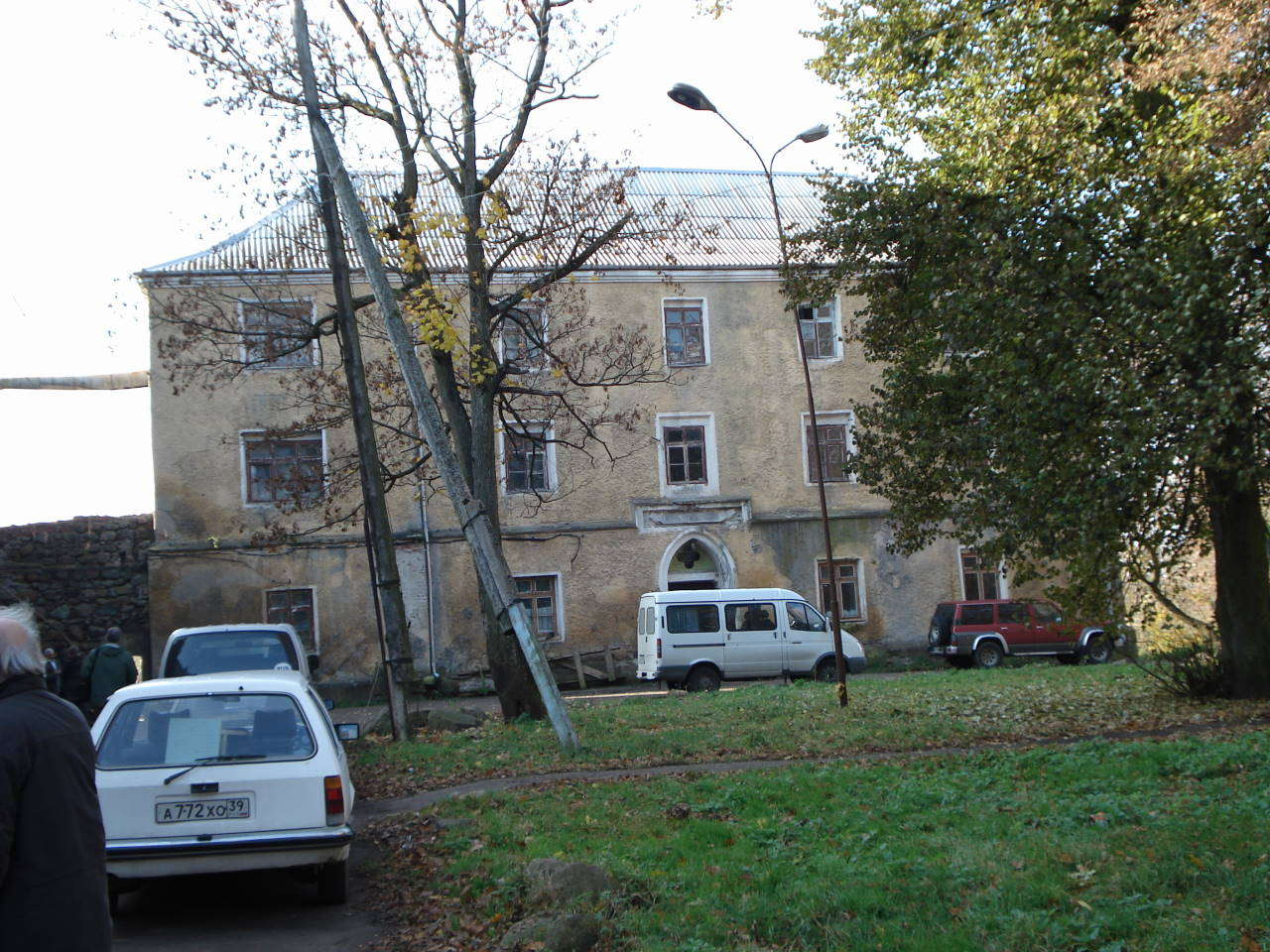
Zamek Waldau, skrzydło zach

- Zamek powstał na wzgórzu otoczonym wodami jeziora, które z czasem wyschło. W czworobok otoczonego murami dziedzińca, z wieżą bramną od północy i – zapewne – od południa, zostały wpisane dwa dwupiętrowe budynki mieszkalne – dłuższy od południa i główny, krótszy budynek mieszkalny od zachodu, z czasem pojawiły się nowożytne zabudowania fachwerkowe w narożniku północno-wschodnim. Do dziś przetrwały oba skrzydła zamkowe, połączone ze sobą krótkim kamiennym murem. W XIX w. mury obronne niemal w całości rozebrano. Ceglane zabudowania wzniesiono zapewne w 4 ćwierci XIV w., w najlepszym stanie przetrwały gotyckie piwnice, ponadto zachował się ganek obronny w górnej kondygnacji. Po 1550 r. zamek został przebudowany na letnią rezydencję ks. Anny Marii Brunszwickiej, drugiej żony księcia Albrechta (architekt Christoph Römer z Królewca). W 1858 r. gruntownie przekształcony w stylu neogotyckim.
- Przed zamkiem w parku ustawiono kamienny pomnik w formie sarkofagu, ku czci seminarzystów poległych podczas I wojny światowej.
- Głaz pamiątkowy przypomina o bytności cara Piotra Wielkiego wraz z poselstwem 27 maja 1697 r. (odsłonięty w 1997).